# Brothers Home
Brothers Home (형제복지원 (romanización revisada, Hyungje Bokjiwon)) fue un campo de internamiento (oficialmente un centro de asistencia social) situado en Busan, Corea del Sur, durante las décadas de 1970 y 1980. Contaba con 20 fábricas y albergaba a miles de personas detenidas en la calle, vagabundos, niños y estudiantes que se oponían al gobierno. Sólo el 10% de los internos eran realmente personas sin hogar. En el campo se cometieron algunos de los peores abusos contra los derechos humanos en Corea del Sur durante el período de purificación social. Varios medios de comunicación coreanos lo han apodado «el Auschwitz de Corea».

## Historia
A lo largo de la década de 1950, la República de Corea luchó por recuperarse de la devastación de la Guerra de Corea. Las políticas de bienestar durante este período se centraron en el alojamiento de los huérfanos, ya que se consideraban una mancha para la reputación nacional de Corea del Sur. A medida que avanzaba la década de 1960, la junta militar de Park Chung-hee comenzó a esforzarse por «limpiar» la sociedad de quienes eran vistos como «símbolos de la pobreza y el desorden de las ciudades» y estas políticas se ampliaron para abarcar la detención de vagabundos en general.  A partir de 1960, grandes ciudades como Seúl, Busan, Daegu, Daejeon y Gwangju comenzaron a construir «centros de detención de vagabundos». Un conjunto de leyes promulgadas en 1961 institucionalizó la creación de centros de detención de vagabundos. La Ley de Servicios de Bienestar Social de 1970 ( 구 사회복지사업법 ()) convertía a todos los vagabundos de entre 18 y 65 años en beneficiarios de «servicios de bienestar social». En 1975, el Ministerio del Interior y Seguridad de Corea del Sur anunció la Directiva Nº 410 del Ministerio del Interior (내무부훈령 제410호 ()), que exigía a los municipios y a sus departamentos de policía local formar «equipos de patrulla de vagabundos» que realizarían patrullas regulares al menos una vez al mes. La Directiva n.º 410 del Ministerio del Interior definía a los vagabundos como aquellos que «impiden un orden social sano en las ciudades y la sociedad». Esta ambigua definición permitía a las autoridades locales decidir de forma autónoma quién era clasificado como vagabundo y quién no. Asimismo, la ciudad de Busan y su policía local detuvieron y encarcelaron a numerosas personas en la calle, incluidos mendigos, niños abandonados o huérfanos y personas discapacitadas. En algunos casos, la policía detuvo a niños desatendidos sin el conocimiento de sus padres o tutores.
La Ley sobre el Cumplimiento de las Obligaciones por los Agentes de Policía de 1953 proporcionó una base jurídica para que las fuerzas policiales detuvieran o trasladaran a comisarías, hospitales u otros centros de asistencia a quienes carecieran de la vigilancia de «un supervisor adecuado» y estuvieran «necesitados de ayuda» El artículo 3 de la ley exigía a los agentes que obtuvieran el consentimiento de la persona sometida antes de prestarle ayuda.  En el caso de que la «protección» policial fuera a tener lugar, los agentes debían «informar sin demora a los miembros de la familia u otras personas cercanas del beneficiario de la ayuda». Sin embargo, según los relatos de los testigos, rara vez se siguieron estos procedimientos.
Los vagabundos detenidos se distribuyeron entre 36 centros de detención de toda Corea del Sur.  Brothers Home era la más grande de estas instalaciones. Establecido por primera vez el 20 de julio de 1960 en Gamman-dong, Busan, Brothers Home comenzó a operar como un orfanato bajo el nombre de «Brothers Orphanage» (형제육아소 ()). A medida que el orfanato crecía, a principios de los años 70, se transformó en un centro de alojamiento para vagabundos en general. En julio de 1975, Brothers Home firmó un contrato con la ciudad de Busan y se convirtió en uno de sus centros oficiales de detención de vagabundos. Posteriormente, Brothers Home se trasladó a Jurye-dong. Esta represión de la mendicidad se intensificó a medida que el gobierno surcoreano realizaba esfuerzos de renovación de imagen para preparar los Juegos Asiáticos de 1986 y los Juegos Olímpicos de Seúl de 1988. El 10 de abril de 1981, tras recibir un informe del Mando de Seguridad Militar sobre la situación de la mendicidad entre los ciudadanos discapacitados, el entonces presidente Chun Doo-Hwan ordenó al primer ministro Nam Duck-woo «tomar medidas enérgicas contra la mendicidad y tomar medidas de protección para los vagabundos». El 6 de octubre, Chun ordenó a Nam «asegurarse de que no hubiera mendigos en las calles de Seúl» antes de los Juegos Olímpicos de 1988. Aunque Park In-geun fue detenido en enero de 1987, el establecimiento siguió en funcionamiento hasta principios de 1988 y la empresa cambió su nombre por el de Siloam's House en 1989.

## Descubrimiento de violaciones de los derechos humanos

### Investigaciones
En agosto de 1982, un hombre de apellido Kang presentó una petición solicitando al gobierno y a la policía que investigaran los malos tratos sufridos por su hermano mientras estuvo recluido en Brothers Home. El caso fue tramitado por la comisaría de policía de Busan Bukbu, que organizó una reunión entre Kang y Park In-geun, directora del centro desde 1977. Park emprendió acciones legales contra Kang por acusación falsa, y Kang fue condenado a ocho meses de prisión el 23 de diciembre de 1982.
En diciembre de 1986, Kim Yong-won, fiscal de la Fiscalía del Distrito de Ulsan, emprendió una investigación tras oír rumores de un guarda local de que un grupo de trabajadores estaba talando árboles en una montaña cercana mientras eran atacados por guardias armados con porras. Kim descubrió que el taller, que estaba ubicado en una montaña del condado de Ulju, en Ulsan, funcionaba bajo las órdenes de Park In-guen, director de Brothers Home. Kim consideró que Park estaba sometiendo a trabajos forzados a reclusos de Brothers y el 16 de enero de 1987 inició una investigación a gran escala sobre el taller y las instalaciones principales del centro en Busan. La investigación, que incluyó entrevistas a más de 100 reclusos, guardias y ejecutivos del centro, concluyó que los reclusos del centro, la mayoría de los cuales estaban en pleno uso de sus facultades mentales, habían sido trasladados involuntariamente al centro y encerrados allí, donde eran sometidos a trabajos forzados y no remunerados. También se encontró en una caja fuerte del despacho del director un recibo bancario que indicaba un depósito de 2.000 millones de wones (unos 10,6 millones de dólares en 2025).
Tras la investigación de la Fiscalía, miembros de la Asamblea Nacional del Nuevo Partido Democrático coreano llevaron a cabo una investigación independiente sobre Brothers Home. El partido publicó su primer informe sobre la investigación el 4 de febrero de 1987. Llegó a la conclusión de que, de los 3.975 reclusos que había en el centro en 1986, 3.117 habían sido llevados por la policía y 258 por funcionarios del condado.
Entre 2022 y 2024 la Comisión de la Verdad y la Reconciliación de Corea del Sur llevó a cabo una serie de tres investigaciones sobre el incidente.

### Palizas y torturas
Las investigaciones posteriores sobre el incidente revelaron que los internos de Brothers Home fueron sometidos a graves violaciones de los derechos humanos, incluidas detenciones arbitrarias, trabajos forzados, torturas y violencia sexual.
El centro estaba administrado mediante una «cadena de mando similar a la del ejército». Para reducir los costes administrativos, se eligió a un recluso como «comandante» del centro, que trabajaba directamente bajo las órdenes del director Park In-geun. Bajo el mando del comandante, 120 vagabundos fueron agrupados en una única residencia como un «pelotón». Cada pelotón tenía un «líder», un «secretario general» y «jefes de equipo», todos ellos reclusos seleccionados. Los reclusos también eran sometidos a castigos colectivos. En algunos casos, todo el pelotón era golpeado o torturado por el error de un solo miembro.
La tortura generalizada era común. A menudo se obligaba a los reclusos a mantener posturas dolorosas y agotadoras durante períodos prolongados y se les golpeaba cuando no lograban permanecer quietos. En 2020, el Kukmin Ilbo publicó los relatos de un ex recluso que afirmó que el director Park In-geun abusaba físicamente de los reclusos y guardaba esposas y palos de roble en la oficina de Dirección. Además, afirmó que había oído rumores de que entre 40 y 50 reclusos de Brothers habían sido asesinados directamente por el propio Park.
Los niños y adolescentes de Brothers Home fueron a menudo víctimas de violencia sexual por parte de los oficiales del pelotón. Un pequeño número de víctimas, etiquetadas como «ttongti» (derivado de «ttong», que se traduce como excremento) se convirtieron en las principales víctimas de violencia sexual entre personas del mismo sexo.
Diversos testimonios han denunciado que Brothers Home administraba neurolépticos a sus internos como una forma de «contención química». Los registros de compra del centro han revelado que, en 1986, Brothers compró 250.000 comprimidos de clorpromazina —junto con otros antipsicóticos como haloperidol, flurazepam y carbamazepina—. En 1987, la ciudad de Busan negó las acusaciones, explicando que se trataba de medicamentos de venta libre adquiridos con fines médicos.
Los informes de investigación del Nuevo Partido Democrático de 1987 estimaron que, según los registros del centro, un total de 513 personas murieron en Brothers desde el 5 de julio de 1975 hasta el 7 de enero de 1987. En 2014, se descubrió que otras 38 víctimas habían muerto en el centro desde 1986 hasta su desmantelamiento en 1988, lo que aumentó la cifra a 551. En 2016, un artículo de prensa de Deustche Welle informó de que un mínimo de 516 personas murieron en el transcurso de 20 años en Brothers Home. La investigación de la Comisión de la Verdad y la Reconciliación de 2022 informó de que, basándose en un análisis exhaustivo, que incluía todos los registros de fallecimientos recién descubiertos desde 1975 hasta 1988, un total de 657 personas habían muerto en el centro. Los cuerpos de los reclusos muertos eran incinerados y enterrados en secreto en cementerios públicos o vendidos a hospitales cercanos.

### Adopción y trata de personas
Desde mediados hasta finales del siglo XX, alrededor de 200.000 niños surcoreanos, en su mayoría niñas, fueron enviados al extranjero para su adopción. En la actualidad se cree que constituyen la mayor población de adoptados diásporicos del mundo. Una investigación de Associated Press descubrió pruebas directas de que Brothers Home organizó la adopción de 19 niñas entre 1979 y 1986. La Associated Press reveló además que seis agencias de adopción estadounidenses —Holt International, Children's Home Society of Minnesota, Dillon International, Children's Home Society of California, Catholic Social Services y Spence-Chapin— habían recibido niños adoptados de Brothers.
Entre los países europeos se encontraban Bélgica, Alemania, Países Bajos, Noruega y Dinamarca. La mayoría de las niñas coreanas no eran huérfanas de verdad y tenían padres biológicos vivos, pero su situación se falseaba intencionadamente para hacerlas pasar por huérfanas y darlas en adopción en países extranjeros a cambio de dinero. Las agencias de adopción implicadas en el tráfico de niñas eran Korea Welfare Services, Eastern Social Welfare Society, Korea Social Service y Holt Children's Services. La Comisión de la Verdad y la Reconciliación comenzó a investigar el escándalo en 2022. Los líderes militares estaban vinculados a los miembros de la junta directiva de las agencias y querían establecer vínculos más estrechos con Occidente y disminuir la población de Corea del Sur. La radiotelevisión surcoreana informó sobre el caso de la niña coreana Kim Yooree, que fue arrebatada a sus padres biológicos coreanos y adoptada por una pareja francesa, donde fue violada y vejada por su padre adoptivo francés. En Australia, Europa y Estados Unidos, los adoptados coreanos, en su mayoría mujeres, pidieron a la Comisión de la Verdad y la Reconciliación que investigara el escándalo de la trata de menores. Un niño coreano adoptado en Estados Unidos demandó a Holt Children's Service para obtener una indemnización.

## Secuelas

### Juicio de Park In-geun
Park In-geun fue procesado por varios cargos, entre ellos malversación de fondos y detención ilegal. El 23 de junio de 1987, el Tribunal del Distrito de Ulsan declaró Inicialmente a Park culpable de todos los cargos y lo condenó a diez años de prisión y a una multa de 681 millones de wones. Sin embargo, el 27 de noviembre de 1987, el Tribunal Superior de Daegu retiró los cargos de reclusión diurna contra Park tras una apelación y la condena se redujo a cuatro años. El 8 de marzo de 1988, una segunda apelación ante la Corte Suprema de Corea declaró a Park inocente de todos los cargos de reclusión ilegal. Aunque el Tribunal Superior de Daegu volvió a declarar a Park culpable de reclusión nocturna ilegal, el Tribunal Supremo mantuvo su fallo en una tercera apelación. El 15 de marzo de 1989, el Tribunal Superior de Daegu dictó una sentencia definitiva durante la segunda prisión preventiva del caso, declarando a Park inocente de todos los cargos de encarcelamiento, tanto diurno como nocturno, y decretando una condena definitiva de dos años y medio de prisión. La fiscalía presentó un último recurso al caso, pero fue desestimado por el Tribunal Supremo el 11 de julio.
La fiscalía, que en un principio pedía una condena de quince años y una multa de unos 600 millones de wones, se vio presionada por la administración de Chun Doo-hwan. Aunque el incidente provocó inicialmente la indignación de la opinión pública, el interés por el caso se desvaneció debido a los esfuerzos de encubrimiento del régimen militar y a la posterior muerte del activista estudiantil Park Jong-chul.
Park In-geun fue finalmente condenado a dos años y medio de prisión, no por los abusos contra los derechos humanos de Brothers, sino por malversación de fondos y corrupción.

### Acciones legales y legislativas
En 2014, 진선미 y 53 patrocinadores presentaron un proyecto de ley especial para investigar Brothers Home y compensar a las víctimas ante la 19.ª Asamblea Nacional, aunque murió en comisión. En 2016, un proyecto de ley revisado fue presentado en la siguiente Asamblea Nacional con 72 patrocinadores, pero también fracasó en comisión. El proyecto de ley revisado amplió el alcance del proyecto de ley original a otros centros de bienestar social.
Muchos supervivientes han demandado al gobierno desde mayo de 2021. En enero de 2024, el tribunal concedió a los 13 supervivientes un total de 4.535 millones de wones de los 8 mil millones de wones solicitados. Cada uno recibió entre 75 y 420 millones de wones. Tanto el estado como los supervivientes recurrieron, pero la sentencia fue confirmada por el tribunal de apelaciones y, en marzo de 2025, por la Corte Suprema, consolidando el resultado.
El 10 de diciembre de 2020, el clamor público llevó a la puesta en marcha de la segunda Comisión de la Verdad y la Reconciliación, que abordó las violaciones de derechos humanos en centros como el Brothers Home. El 23 de agosto de 2022, la Comisión de la Verdad y la Reconciliación de la República de Corea reconoció oficialmente la culpabilidad del Estado en las violaciones de derechos humanos cometidas entre 1975 y 1987 en Brothers Home. Los abusos incluían confinamiento, aislamiento, trabajos forzados no remunerados y diversas formas de violencia. La Comisión de la Verdad y la Reconciliación confirmó en febrero de 2025 que al menos 31 niños habían sido enviados indebidamente al extranjero para su adopción, y que había casi 5.000 casos pendientes. La investigación debía concluir en mayo de 2025, a menos que la Asamblea Nacional ampliara su mandato.

### Protestas de supervivientes
En 2012, Hahn Jong-seon inició en solitario una protesta de un año frente a la Asamblea Nacional de Corea del Sur. Llevaba carteles en los que detallaba los abusos que había sufrido, junto con una foto suya a los nueve años. Con el apoyo de grupos de derechos humanos, comenzaron más protestas por todo el país. Hahn Jong-seon, junto con otro superviviente y un activista de derechos humanos, escribió un libro titulado Saranameun ai: urineun eotteoke gongmojaga doeeonna (El niño que sobrevivió: cómo todos nos convertimos en cómplices) que atrajo la atención pública.
En abril de 2015, los supervivientes se afeitaron la cabeza a modo de manifestación y, en diciembre, Hahn Jong-seon inició una huelga de hambre. En septiembre de 2017 los supervivientes caminaron 500 kilómetros desde el emplazamiento de Brothers Home en Busan hasta la Blue House en Seúl, lo que les llevó 2 meses. En noviembre de 2017 los supervivientes iniciaron una sentada frente al edificio de la Asamblea Nacional.
Entre los participantes más activos y elocuentes del movimiento de protesta de los sobrevivientes se encuentra Park Soon-hee, uno de las supervivientes de Brothers Home y figura clave del movimiento que exige justicia para sus víctimas. Detenido a los diez años, Park soportó trabajos forzados, abusos físicos y aislamiento prolongado. Su testimonio público ha contribuido a romper el silencio que rodea a Brothers Home y a llamar la atención sobre las violaciones generalizadas de los derechos humanos que tuvieron lugar allí bajo la apariencia de la asistencia social. Ha participado en protestas, entrevistas en los medios y audiencias de la verdad pidiendo la plena rendición de cuentas del gobierno y una disculpa formal.
Para ir más allá de la democracia nacional, Park ha expresado su preocupación por el antiguo personal que ahora vive en el extranjero, exigiendo nuevas investigaciones y su posible extradición. Se ha manifestado especialmente sobre la complicidad de los líderes religiosos que apoyaron al centro, haciendo hincapié en la necesidad de una rendición de cuentas institucional junto con el enjuiciamiento individual.

### Cultura popular
Han circulado por Internet rumores de que el centro ha servido de inspiración para la serie de televisión surcoreana El juego del calamar, sin embargo, Hwang Dong-hyuk, creador de la serie no lo ha confirmado.